# Celso dos Santos Meyer
Celso dos Santos Meyer (Rio de Janeiro, 3 settembre 1918 – ...) è stato un cestista, militare e scrittore brasiliano.

## Carriera
Con il Brasile ha disputato i Campionati mondiali del 1950.